# (13356) 1998 TX17
(13356) 1998 TX17 est un objet de la ceinture principale d'astéroïdes extérieure de 17,205 km de diamètre découvert en 1998.

## Description
(13356) 1998 TX17 a été découvert le 14 octobre 1998 à Višnjan, une municipalité située dans le comitat d'Istrie en Croatie, par Korado Korlević.

### Caractéristiques orbitales
L'orbite de cet astéroïde est caractérisée par un demi-grand axe de 3,21 UA, un périhélie de 3,11 UA, une excentricité de 0,03 et une inclinaison de 7,63° par rapport à l'écliptique. Du fait de ces caractéristiques, à savoir un demi-grand axe entre 3,2 et 4,6 UA, il est classé, selon la JPL Small-Body Database, comme objet de la ceinture principale d'astéroïdes extérieure.

### Caractéristiques physiques
(13356) 1998 TX17 a une magnitude absolue (H) de 13,2 et un albédo estimé à 0,048, ce qui permet de calculer un diamètre de 17,205 km. Ces résultats ont été obtenus grâce aux observations du Wide-Field Infrared Survey Explorer (WISE), un télescope spatial américain mis en orbite en 2009 et observant l'ensemble du ciel dans l'infrarouge, et publiés en 2012 dans un article présentant les résultats concernant 13 511 astéroïdes de la ceinture principale.